# Paolo Pizzo
Paolo Pizzo (* 4. April 1983 in Catania) ist ein italienischer Degenfechter. Er ist zweifacher Weltmeister.

## Erfolge
Paolo Pizzo begann im Alter von sieben Jahren mit dem Fechten. Als er 13 Jahre alt war, wurde ihm ein Gehirntumor entfernt. Er focht für das Centro Sportivo dell’Aeronautica Militare.
Seine ersten internationalen Erfolge erfocht er bei den Weltmeisterschaften 2011 in seiner Geburtsstadt Catania, als er nach einem 15:13-Finalsieg über Bas Verwijlen den Titel gewann. Diesen Erfolg wiederholte er 2017 in Leipzig. Im Finalkampf setzte er sich dabei mit 15:13 gegen Nikolai Novosjolov durch. Bei Europameisterschaften gewann er drei Silbermedaillen: 2014 in Straßburg und  2017 in Tiflis jeweils im Einzel sowie 2016 in Toruń mit der Mannschaft. Pizzo war zudem zweimal Teil der italienischen Delegation bei Olympischen Spielen. 2012 schied er in London im Viertelfinale gegen den späteren Olympiasieger Rubén Limardo mit 12:15 aus und schloss das Turnier auf dem fünften Rang ab. Bei den Olympischen Spielen 2016 in Rio de Janeiro erreichte er lediglich den 25. Rang. Mit der Mannschaft konnte er dagegen nach Siegen über die Schweiz und die Ukraine ins Finale vorstoßen. Dort unterlag Italien mit 31:45 Frankreich, was den Gewinn der Silbermedaille bedeutete.